# Richard Teschner

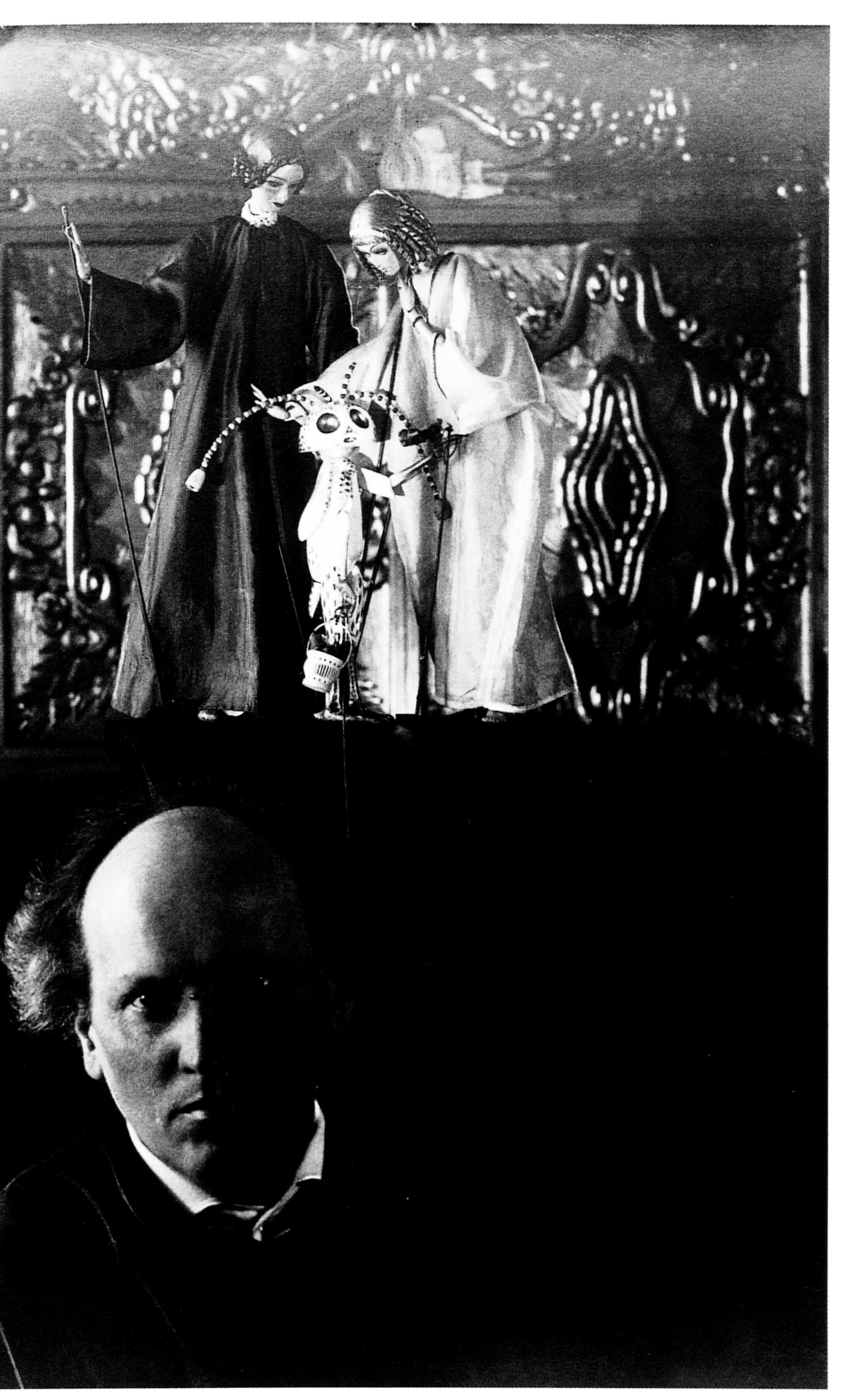
Anton Josef Trčka: Richard Teschner mit seinen Puppen (1927)

Richard Teschner (* 22. März 1879 in Karlsbad, Böhmen, Österreich-Ungarn; † 4. Juli 1948 in Wien) war ein Künstler des Wiener Jugendstils, Kunsthandwerker in der Wiener Werkstätte und Puppenspieler. Er übertrug die Kunst des javanischen Mythentheaters auf die europäische Welt.

## Biografie
Teschner wurde 1879 als Sohn des Lithographen Karl Teschner und von Anna Thekla Teschner in Karlsbad geboren. 1884 übersiedelte die Familie nach Leitmeritz, wo Richard die Volks- und Realschule besuchte. Von 1895 bis 1899 studierte er an der Kunstakademie Prag. Ab 1900 besuchte er nach einer erfolglosen Bewerbung an der Akademie der bildenden Künste Wien kurz die Wiener Kunstgewerbeschule, kehrte aber aus unbekannten Gründen bereits 1901 in seine Heimatstadt Leitmeritz und schließlich nach Prag zurück. 1908 nahm er mit zahlreichen Arbeiten (Grafiken, Marionetten, Glasmosaike sowie ein Gemälde der Salome) an der Kunstschau in Wien teil und übersiedelte 1909 endgültig nach Wien. Von 1909 bis 1912 war er Mitarbeiter der Wiener Werkstätte. Im August 1910 hielt er sich zum ersten Mal bei der Villa am Attersee des Hofkunsttischlers Friedrich Paulick auf. 1911 heiratete er die Tochter Emma Paulick. Nach der sechsmonatigen Hochzeitsreise zog das Paar im Februar 1912 in das sogenannte Pekarekhaus (benannt nach dem dort befindlichen Teegeschäft) in eine großzügige Wohnung in Wien-Gersthof (Währing) Messerschmidtgasse 48 / Ecke Gersthofer Straße 105.
Seit 1912 arbeitete Teschner erstmals mit Stabpuppen in seinem Figurentheater, in dem Der Goldene Schrein als Bühnenkasten bespielt wurde. Der junge Kunstakademiker Bartholomäus Stefferl war sein erster Assistent. Der Goldene Schrein samt verschiedenen Figuren wurde vom Bildhauer Max Domenig geschnitzt. Mit Max Domenig entstand ein freundschaftliches Verhältnis, im Nachlass Domenigs existiert Korrespondenz bis 1943.

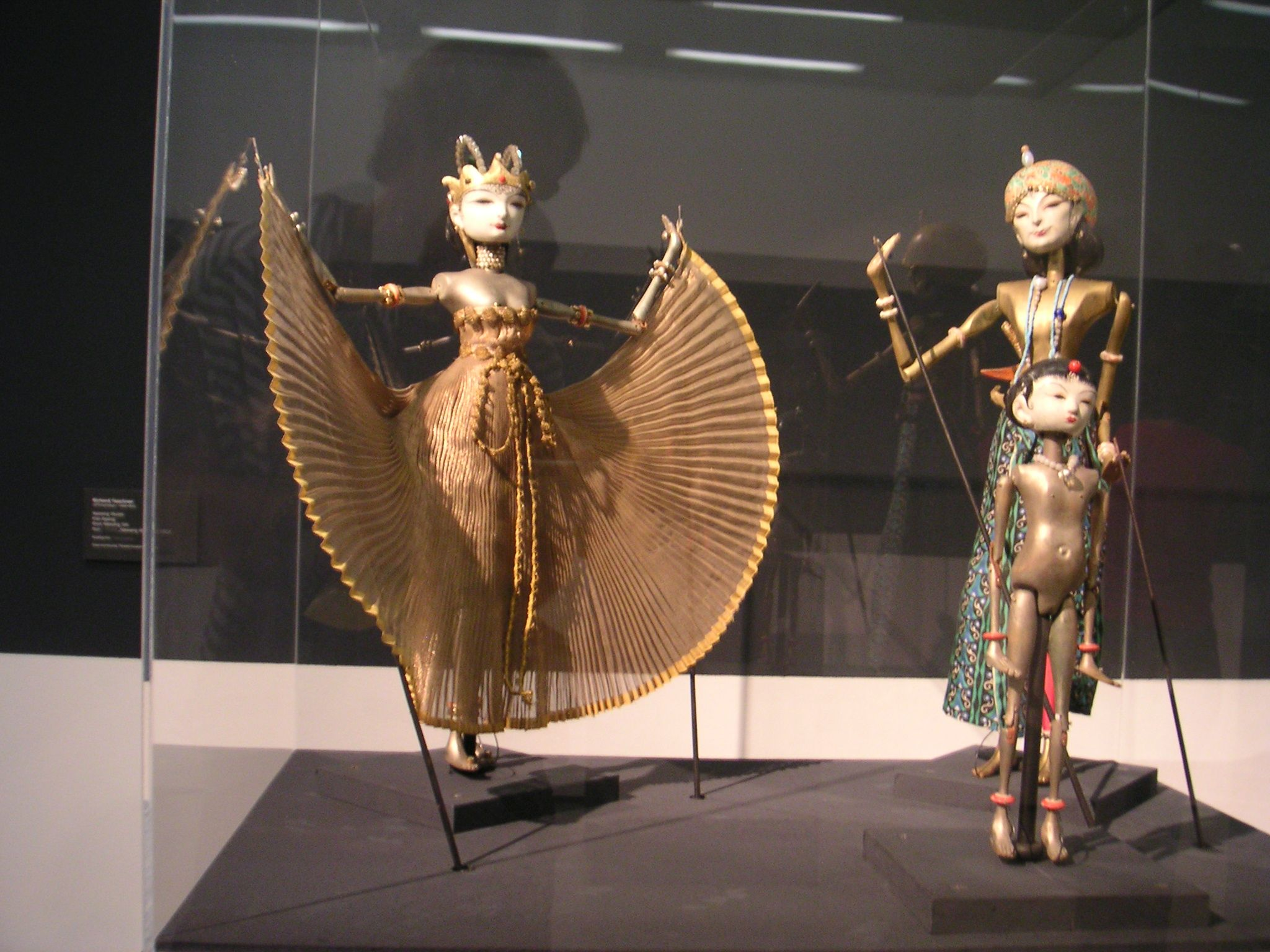
Stabpuppen für den Goldenen Schrein

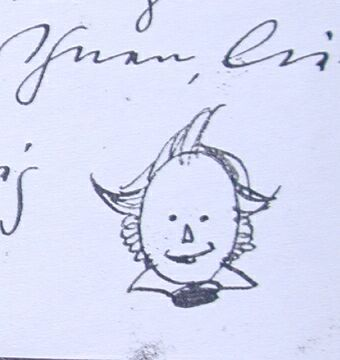
Bildunterschrift Teschners an Max Domenig. 1914

1919/20 fand im Museum für Kunst und Industrie in Wien eine Ausstellung unter dem Titel Richard Teschner statt. Im Rahmen dieser Ausstellung hatte Teschner am 12. Jänner 1920 die erste öffentliche Aufführung. Mit dabei waren seine „zwei Mädchen“, Billy Blei und Helene Schreiner, sie führten zusammen mit ihm die Puppen. 1931 beendete er seine Aufführungen im „Goldenen Schrein“. Er baute ein neues Theater, den „Figurenspiegel“, einen Mikrokosmos von staunenswerter technischer Vollendung.
Als Maler, Grafiker, Bildhauer und Puppenspieler schuf er in den dreißiger Jahren den Figurenspiegel, der seit dem Tod seiner Witwe 1953 im Österreichischen Theatermuseum im Palais Lobkowitz bewahrt wird. Die herkömmliche Guckkastenbühne wurde hier zugunsten eines runden, glasgeschützten Panoramas, einer Art Hohlspiegel mit Lichteffekten, aufgegeben. Teschner, der sich nach wie vor von den javanischen Stabfiguren (Wayang-Golek-Figuren) inspirieren ließ, schuf nicht nur die Puppen und die Bühnentechnik für seine pantomimischen Stücke selbst, sondern komponierte auch die Begleitmusik – meist, aber nicht ausschließlich unter Verwendung eines Polyphons – und arbeitete die Handlung der Stücke aus. Seine Stabpuppen kleidete er in kostbare Stoffe. Dabei verwendete er auch Stoffe der Wiener Werkstätte, so z. B. die von Carl Otto Czeschka entworfenen Fischreiher sowie Hecht bei der Puppe Kiai-Ageng in dem Stück Nawang Wulan. Er übernahm die Führungstechnik des asiatischen Stabfigurenspiels für Inszenierungen europäischen Inhaltes sowohl bei Menschen und Tieren als auch bei Zauberfiguren. Seine Sammlung alter javanischer Figuren fand hier und dort durchaus noch Einsatz in seinen Inszenierungen, die teilweise verfilmt wurden.
Die Spieltradition wurde nach Teschners Tod auch nach der Übernahme des Figurenspiegels durch die damalige Theatersammlung der Österreichischen Nationalbibliothek durch seine Mitarbeiterinnen bis 1965 aufrechterhalten und später im Zuge der Umwandlung der Sammlung zum Österreichischen Theatermuseum wiederbelebt. Auf dem Spielplan Herbst/Winter 2003 standen Der Basilisk, Die Lebensuhr und Sonnentanz und im Dezember Weihnachtsspiel. Im Frühjahr 2006 standen die Stücke Karneval aus dem Jahr 1930 und Der Basilisk von 1937 auf dem Spielplan.
1942 wurde Lucia Jirgal die letzte Assistentin von Richard Teschner.
Teschner schuf über den Figurenspiegel hinaus auch Gemälde, Plastiken, Exlibris, kunstgewerbliche Gegenstände etc. Ein Bronzeentwurf zu Groteske auf Skiern aus der Zeit um 1920 stand März 2006 im Dorotheum zur Versteigerung; ein Wasserkrug mit Bechergläsern nach Teschners Entwurf ist im Österreichischen Theatermuseum zu sehen. Auch Buchillustrationen schuf Teschner, so z. B. zu den 1921 herausgegebenen Visionen aus dem Osten / Villiers de l’Isle-Adam in der Übertragung von Erwin Rieger oder, in Zusammenarbeit mit Oswald Thomas, für den unmittelbar nach dem Krieg 1945 erschienenen Atlas der Sternbilder. 1927 entstand in Zusammenarbeit mit Carl Hoffmann der Film Der geheimnisvolle Spiegel.
Am 4. Juli 1948 starb Richard Teschner infolge eines Herzinfarkts. Er wurde auf dem Wiener Zentralfriedhof (Grablage 72A-G1-32) in einem ehrenhalber gewidmeten Grab beigesetzt.
Im Jahr 1956 wurde in Wien-Währing (18. Bezirk) die Teschnergasse nach ihm benannt.

## Stücke
- Nachtstück, 1913
- Weihnachtsspiel, 1916
- Nawang Wulan, 1920
- Der Drachentöter, 1928/29
- Karneval, 1930
- Die Lebensuhr, 1935
- Der Basilisk, 1937

## Filmaufnahmen
- Pioneers of Puppetry
- The Night before Christmas
- Nawang Wulan
- Der Drachenprinz (Österreich 1931, Max Goldschmidt-Film, Wien)
- Legend of Mary: Directed by Kolm-Veltee, musik by Franz Friedl, a Eugen Sharin production
- Traum im Karneval. Ein Figurenspiel (Österreich 1931, Max Goldschmidt-Film, Wien)
- Anna Pawlowa tanzt (Österreich 1947, Kulturfilm-Produktion Dr. Max Zehenthofer)